# ادوارد اولین
ادوارد اِوِلین (انگلیسی: Edward Evelyn؛ زادهٔ ۱۸ نوامبر ۱۸۶۲) یک بازیکن فوتبال است.
وی همچنین در تیم ملی فوتبال ولز بازی کرده است.